# Final de la Lamar Hunt U.S. Open Cup 2013

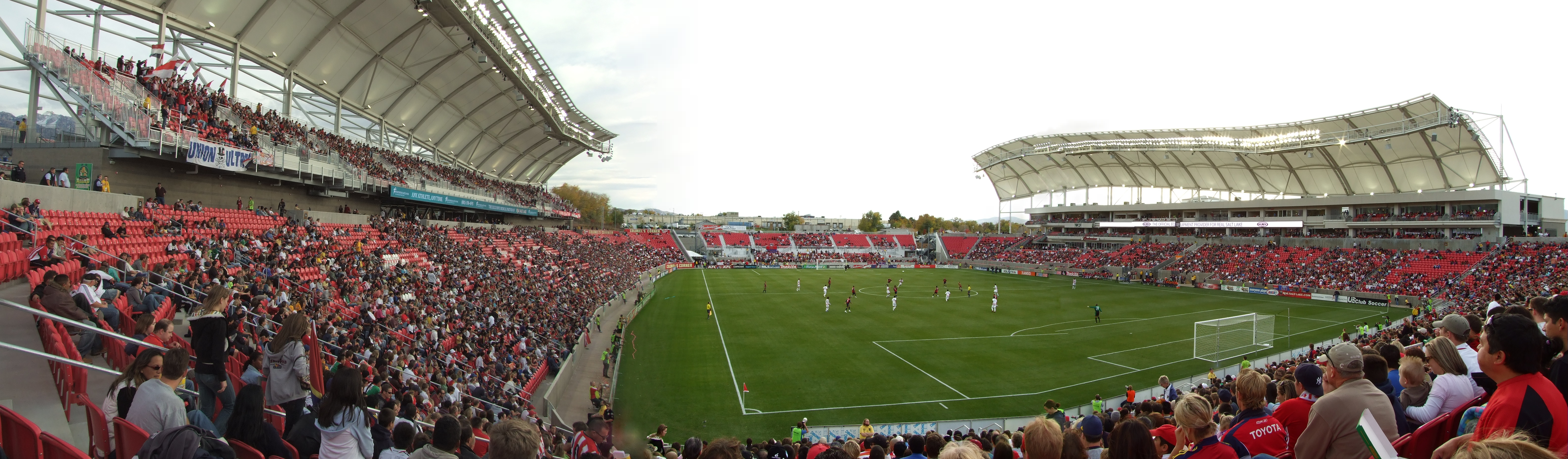
Rio Tinto Stadium

La final de la Lamar Hunt U.S. Open Cup 2013 fue la 100.ª final de la Lamar Hunt U.S. Open Cup, del torneo de clubes más antiguo del fútbol de los Estados Unidos. El partido se jugó el 1 de octubre de 2013 en el Rio Tinto Stadium en Sandy, Utah. Al igual que en 2012, el título fue disputado entre dos equipos de la Major League Soccer, el Real Salt Lake y D.C. United.
Por su parte, fue la primera vez que se disputó un final de U.S. Open Cup en Utah. D.C. United se coronó campeón de la competición por tercera vez tras vencer al Real Salt Lake con gol de Lewis Neal al minuto 45 y clasificó a la fase de grupos de la Concacaf Liga Campeones 2014-15. D.C. United ganó un premio de 250 000 dólares y los monarcas recibieron $60 000.

## Llave
| Bandera de Utah  | vs. |               |
| Real Salt Lake 0 | vs. | D.C. United 1 |

## Camino a la final

### Real Salt Lake
| Fecha                                                                               | Fase             | Sede                           | Equipo          | Equipo         | Resultado | Equipo                        | Equipo              |
| ----------------------------------------------------------------------------------- | ---------------- | ------------------------------ | --------------- | -------------- | --------- | ----------------------------- | ------------------- |
| 28 de mayo                                                                          | Tercera ronda    | Rio Tinto Stadium, Sandy, Utah | Bandera de Utah | Real Salt Lake | 3 - 2     | Bandera del Estado de Georgia | Atlanta Silverbacks |
| Real Salt Lake clasificó a cuarta ronda tras vencer en el tiempo extra por 3-2.     |                  |                                |                 |                |           |                               |                     |
| 12 de junio                                                                         | Cuarta ronda     | Rio Tinto Stadium, Sandy, Utah | Bandera de Utah | Real Salt Lake | 5 - 2     | Bandera de Carolina del Sur   | Charleston Battery  |
| Real Salt Lake clasificó a cuartos de final tras vencer por 5-2 en el tiempo extra. |                  |                                |                 |                |           |                               |                     |
| 26 de junio                                                                         | Cuartos de final | Rio Tinto Stadium, Sandy, Utah | Bandera de Utah | Real Salt Lake | 3 - 0     | Bandera de Carolina del Norte | Carolina RailHawks  |
| Real Salt Lake pasó a las semifinales tras ganar por 3-0.                           |                  |                                |                 |                |           |                               |                     |
| 7 de agosto                                                                         | Semifinales      | Rio Tinto Stadium, Sandy, Utah | Bandera de Utah | Real Salt Lake | 2 - 1     | Bandera de Oregón             | Portland Timbers    |
| Real Salt Lake pasó a la final tras ganar por 2-1.                                  |                  |                                |                 |                |           |                               |                     |

### D.C. United
| Fecha | Fase             | Sede                                 | Equipo              | Equipo           | Resultado | Equipo                   | Equipo                 |
| --- | ---------------- | ------------------------------------ | ------------------- | ---------------- | --------- | ------------------------ | ---------------------- |
| 28 de mayo                                                                                                | Tercera ronda    | City Stadium, Richmond, Virginia     | Bandera de Virginia | Richmond Kickers | 0 - 0     |                          | D.C. United            |
| D.C. United clasificó a cuarta ronda tras vencer después del tiempo extra en la tanda de penales por 4-2. |                  |                                      |                     |                  |           |                          |                        |
| 12 de junio                                                                                               | Cuarta ronda     | Maryland SoccerPlex, Boyds, Maryland |                     | D.C. United      | 3 - 1     |                          | Philadelphia Union     |
| D.C. United clasificó a cuartos de final tras vencer por 3-1.                                             |                  |                                      |                     |                  |           |                          |                        |
| 26 de junio                                                                                               | Cuartos de final | Maryland SoccerPlex, Boyds, Maryland |                     | D.C. United      | 3 - 1     | Bandera de Massachusetts | New England Revolution |
| D.C. United pasó a las semifinales tras ganar por 3-1.                                                    |                  |                                      |                     |                  |           |                          |                        |
| 7 de agosto                                                                                               | Semifinales      | Toyota Park, Bridgeview, Illinois    | Bandera de Illinois | Chicago Fire     | 0 - 2     |                          | D.C. United            |
| D.C. United pasó a la final tras ganar por 2-0.                                                           |                  |                                      |                     |                  |           |                          |                        |

## El partido
| 18 | POR | Nick Rimando        |     |
| 22 | DEF | Tony Beltran        |     |
| 6  | DEF | Nat Borchers        |     |
| 16 | DEF | Carlos Salcedo      | 81' |
| 17 | DEF | Chris Wingert       |     |
| 5  | MED | Kyle Beckerman      |     |
| 26 | MED | Sebastián Velásquez | 69' |
| 20 | MED | Ned Grabavoy        |     |
| 11 | MED | Javier Morales      |     |
| 15 | DEL | Álvaro Saborío      |     |
| 8  | DEL | Joao Plata          | 57' |
| DT | DT  | Jason Kreis         |     |

| 28 | POR | Bill Hamid        | [ 3 ] |
| 22 | DEF | Chris Korb        |       |
| 15 | DEF | Ethan White       |       |
| 5  | DEF | Dejan Jaković     |       |
| 2  | DEF | James Riley       |       |
| 24 | MED | Lewis Neal        |       |
| 8  | MED | John Thorrington  |       |
| 23 | MED | Perry Kitchen     |       |
| 18 | MED | Nick DeLeon       |       |
| 7  | DEL | Dwayne De Rosario | 75'   |
| 13 | DEL | Chris Pontius     | 87'   |
| DT | DT  | Ben Olsen         |       |

| 13 | DEL | Olmes García     | 57' |
| 23 | MED | Khari Stephenson | 69' |
| 49 | DEL | Devon Sandoval   | 81' |

| 12 | MED | Luis Silva  | 75' |
| 30 | DEL | Conor Doyle | 87' |

| Anotado | 45' | Lewis Neal |  |

| Amonestado | 45+2' | Kyle Beckerman |
| Amonestado | 90'   | Nick Rimando   |

| Amonestado | 21' | James Riley |
| Amonestado | 58' | Nick DeLeon |
| Amonestado | 80' | Chris Korb  |

| Árbitro             | Juan Guzmán        |
| Árbitros asistentes | Kermit Quisenberry |
| Árbitros asistentes | Fabio Tovar        |
| Cuarto árbitro      | Baldomero Toledo   |

| 18 | POR | Nick Rimando        |     |
| 22 | DEF | Tony Beltran        |     |
| 6  | DEF | Nat Borchers        |     |
| 16 | DEF | Carlos Salcedo      | 81' |
| 17 | DEF | Chris Wingert       |     |
| 5  | MED | Kyle Beckerman      |     |
| 26 | MED | Sebastián Velásquez | 69' |
| 20 | MED | Ned Grabavoy        |     |
| 11 | MED | Javier Morales      |     |
| 15 | DEL | Álvaro Saborío      |     |
| 8  | DEL | Joao Plata          | 57' |
| DT | DT  | Jason Kreis         |     |

| 28 | POR | Bill Hamid        | [ 3 ] |
| 22 | DEF | Chris Korb        |       |
| 15 | DEF | Ethan White       |       |
| 5  | DEF | Dejan Jaković     |       |
| 2  | DEF | James Riley       |       |
| 24 | MED | Lewis Neal        |       |
| 8  | MED | John Thorrington  |       |
| 23 | MED | Perry Kitchen     |       |
| 18 | MED | Nick DeLeon       |       |
| 7  | DEL | Dwayne De Rosario | 75'   |
| 13 | DEL | Chris Pontius     | 87'   |
| DT | DT  | Ben Olsen         |       |

| 13 | DEL | Olmes García     | 57' |
| 23 | MED | Khari Stephenson | 69' |
| 49 | DEL | Devon Sandoval   | 81' |

| 12 | MED | Luis Silva  | 75' |
| 30 | DEL | Conor Doyle | 87' |

| Anotado | 45' | Lewis Neal |  |

| Amonestado | 45+2' | Kyle Beckerman |
| Amonestado | 90'   | Nick Rimando   |

| Amonestado | 21' | James Riley |
| Amonestado | 58' | Nick DeLeon |
| Amonestado | 80' | Chris Korb  |

| Árbitro             | Juan Guzmán        |
| Árbitros asistentes | Kermit Quisenberry |
| Árbitros asistentes | Fabio Tovar        |
| Cuarto árbitro      | Baldomero Toledo   |

| \| Estadísticas \| Real Salt Lake \| D.C. United \| \| Tiros \| 19 \| 6 \| \| Tiros a puerta \| 4 \| 1 \| \| Faltas \| 16 \| 14 \| \| Saques de esquina \| 10 \| 1 \| \| Fueras de juego \| 3 \| 3 \| \| Tarjetas amarillas \| 2 \| 3 \| \| Posesión de balón \| 69% \| 31%[4] \| |                |             |
| Estadísticas | Real Salt Lake | D.C. United |
| Tiros | 19             | 6           |
| Tiros a puerta | 4              | 1           |
| Faltas | 16             | 14          |
| Saques de esquina | 10             | 1           |
| Fueras de juego | 3              | 3           |
| Tarjetas amarillas | 2              | 3           |
| Posesión de balón | 69%            | 31%         |

|                                |
| Campeón D.C. United 3.º título |

## Reacciones
«Estoy muy feliz por los aficionados, los jugadores y la organización porque a pesar de los resultados de este año nos hemos podido mantener juntos, con una actitud positiva y este triunfo en una recompensa por eso»
Ben Olsen, entrenador del D.C. United.